# Chionaema bellissima
Chionaema bellissima är en fjärilsart som beskrevs av Moore 1878. Chionaema bellissima ingår i släktet Chionaema och familjen björnspinnare. Inga underarter finns listade i Catalogue of Life.